# 2024년 하계 올림픽 우간다 선수단
우간다는 2024년 7월 26일부터 8월 11일까지 파리에서 열리는 2024년 하계 올림픽에 참가했다. 우간다 선수들은 1956년 공식 데뷔 이후 보이콧 일환으로 1976년 몬트리올 올림픽을 제외하고 모든 하계 올림픽에 출전했다.

## 출전 선수
| 종목   | 남자 | 여자 | 전체 |
| ------ | ---- | ---- | ---- |
| 육상   | 9    | 11   | 20   |
| 사이클 | 1    | 0    | 1    |
| 조정   | 0    | 1    | 1    |
| 수영   | 1    | 1    | 2    |
| 전체   | 11   | 13   | 24   |

## 메달 집계
| 종목 | 1 | 2 | 3 | 합계 |
| 종목 | ' | ' | ' | '    |
| 종목 | ' | ' | ' | '    |
| 종목 | ' | ' | ' | '    |
| 합계 | ' | ' | ' | '    |

## 같이 보기
- 2024년 하계 올림픽